# Rumjanzew-Museum

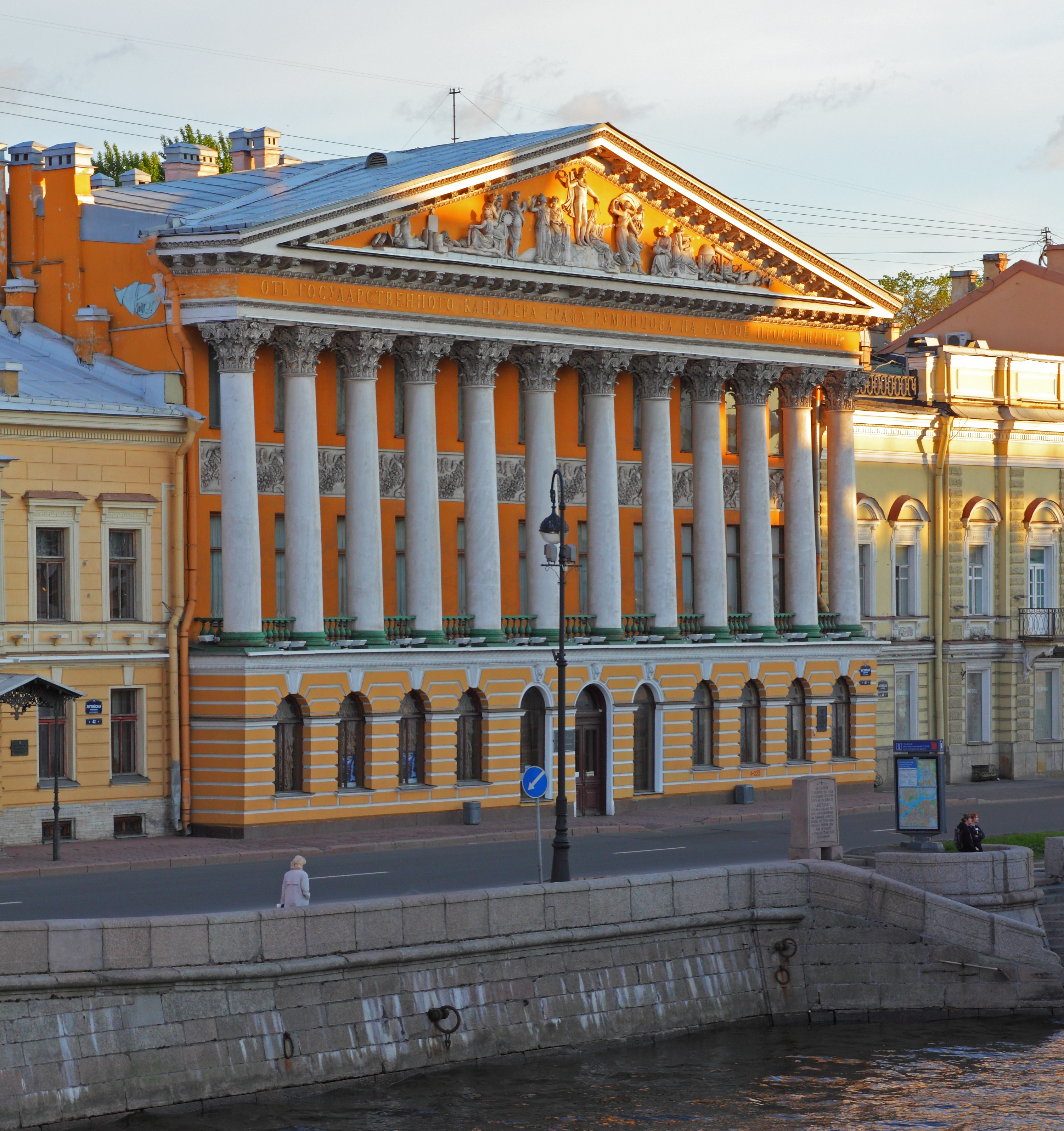
Standort in Sankt Petersburg

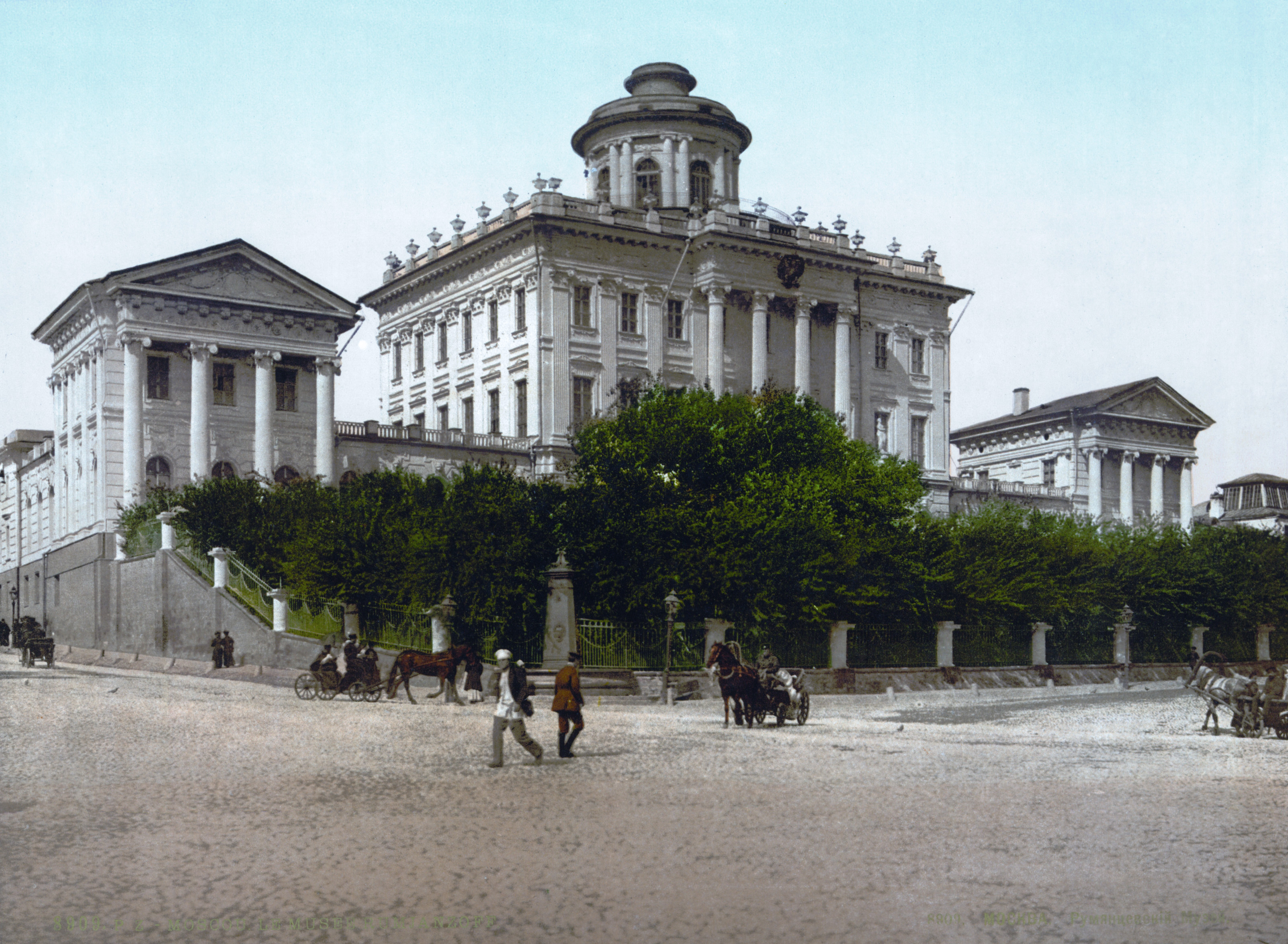
Standort in Moskau

Das Rumjanzew-Museum war das erste öffentliche Museum in Moskau. Es entstand aus der 1861 von St. Petersburg nach Moskau überführten Kunstsammlung des Grafen Nikolai Petrowitsch Rumjanzew, die dieser dem russischen Volk schenkte. Seine Schenkung umfasste vor allem Bücher und Manuskripte sowie eine umfangreiche numismatische und eine ethnografische Sammlung. Diese Bestände wurden, zusammen mit rund 200 Gemälden und mehr als 20.000 Stichen, die von der Eremitage in St. Petersburg ausgesondert worden waren, im sogenannten Paschkow-Haus, einem zwischen 1784 und 1787 errichteten Palast in der Nähe des Kremls untergebracht. Zar Alexander II. stiftete zur Eröffnung des Museums noch das Gemälde Christus erscheint dem Volke von Alexander Andrejewitsch Iwanow.
Die Moskauer Bürger, die von dieser selbstlosen Stiftung des Grafen tief beeindruckt waren, benannten das neue Museum nach dem Stifter und ließen am Giebel die Inschrift Vom Staatskanzler Graf Rumjanzew zu Zwecken der guten Aufklärung anbringen. In den Folgejahren wuchs die Sammlung des Museums durch zahlreiche weitere Stiftungen und Geldspenden, so dass das Museum bald noch eine bedeutende Sammlung westeuropäischer Malerei, eine umfangreiche Antikensammlung und eine große Ikonensammlung beherbergte. Dies hatte zur Folge, dass die Räumlichkeiten des Paschkow-Hauses schon bald nicht mehr ausreichten. Um der erdrückenden Enge zu begegnen, baute man kurz nach der Jahrhundertwende neben dem Museum ein weiteres Gebäude, welches speziell die Gemäldesammlung aufnehmen sollte.
Infolge der Oktoberrevolution wuchsen die Bestände gewaltig, so dass das Raumproblem bald wieder dringlich wurde. Hinzu kamen akute Finanzprobleme, da die meisten Mittel in das erst wenige Jahre zuvor fertiggestellte Puschkin-Museum flossen, das längst die Nachfolge des Rumjanzew-Museums angetreten hatte. Deshalb beschloss man 1925, das Rumjanzew-Museum aufzulösen und die Sammlungen auf verschiedene andere Museen und Institutionen des Landes zu verteilen. Teile der Bestände, insbesondere der westeuropäischen Kunst und Antiken, gelangten dadurch in das Puschkin-Museum.